# ایندیانا جونز (کمیک)
تا به حال کمیک استریپهای زیادی از سری ایندیانا جونز منتشر شده‌است که این کتاب‌ها ابتدا توسط مارول کامیکس انتشار می‌یافت ولی پس از مدتی حق انتشار کمیک استریپ‌های ایندیانا جونز به شرکت دارک هورس کامیکس واگذار شد. کمیک استریپ‌های اولیه ایندیانا جونز که توسط مارول انتشار می‌یافت، بر اساس فیلم‌های سینمایی ساخته شده بود ولی کمیک‌هایی که دارک هرس به انتشار رساند بیشتر از روی بازی‌های ایندیانا جونز و همین‌طور از روی سریال‌های این مرد ماجراجو بود.
شرکت مارول در سال ۱۹۹۳ عنوان The Further Adventures of Indiana Jones را به چاپ رساند که در اصل اولین ماجراجویی رسمی این شخصیت محبوب بود.

## دوره مارول
در سال ۱۹۸۱ شرکت مارول در ۳جلد یکی از ماجراهای ایندیاناجونز را به تصویر کشید که این مجموعه اقتباسی از Raiders of the Lost Ark بود (این فیلم ۲۰ میلیون دلار فروش داشت و یکی از محبوب‌ترین فیلم‌های ایندیانا جونز بود) و از ژانویه ۱۹۸۳ مارول کمیک استریپی دیگر از این شخصیت را شروع به طراحی کرد که در انتها ۳۴ جلد و به صورت ماهیانه چاپ شد. این عنوان تا مارس ۱۹۸۶ در حال انتشار بود.

## دوره دارک هورس
بعد از گرفتن حق انتشار کمیک‌های ایندیانا جونز توسط دارک هورس، این شرکت ابتدا یک عنوان ۴ جلدی که به صورت ماهیانه چاپ می‌شد، اقتباسی از بازی رایانه‌ای Indiana Jones and the Fate of Atlantis را چاپ کرد. سپس از اکتبر ۱۹۹۲ تا ژانویه ۱۹۹۳ کمیک استریپ معبد دریای شیطان را نیز به چاپ رساند.
این شرکت از دسامبر ۱۹۹۳ تا آوریل ۱۹۹۴ کمیک استریپ «ایندیاناجونز: تندر در مشرق زمین» را در ۶ جلد به انتشار رساند که فروش فوق‌العاده‌ای داشت.
سپس در فوریه تا می همان سال کمیک استریپ Indiana Jones and the Arms of Gold را در چهار جلد منتشر نمود. این کمیک استریپ توسط لی مارس نوشته شده بود و طراح آن لئو دورانونا بود.
همین‌طور تا انتهای سال ۱۹۹۶ دارک هورس توانست ۴ سری از مجموعه کمیک‌های ایندیانا جونز را نیز به چاپ برساند.
در همان زمان سریالی بر اساس شخصیت انیاناجونز نیز ساخته شد که در طی یک سال نمایش داده شد، سپس شرکت دارک هورس کمیک استریپی بر اساس آن سریال به چاپ رساند که در هر شماره به بازگویی داستان یک اپیزود از سریال پرداخت. فروش این سری از کمیک استریپ‌ها بسیار کم بود و بعد از مدتی شماره‌های این کمیک استریپ جمع‌آوری شد ولی در ژوئن ۲۰۰۸ دوباره به چاپ رسید.
بعد مدتی شرکت دارک هورس به سراغ این شخصیت محبوب و قدیمی رفت و اقتباسی از ایندیانا جونز و پادشاهی جمجمه کریستال نوشته شده توسط جان جکسون میلر و طراحی شده توسط لوقا راس بود. این مجموعه در می ۲۰۰۸ چاپ آن آغاز شد و هنوز در حال چاپ می‌باشد.